# Piaski (Rybnik)
Piaski – część miasta Rybnika, położona w rejonie ulicy Starej, na wschód od centrum Rybnika. 